# Oro di Yamashita

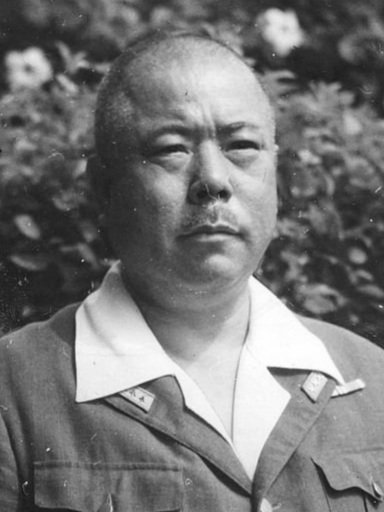
Il generale Tomoyuki Yamashita nel 1945

L'oro di Yamashita, noto anche come tesoro di Yamashita, è il nome dato ad un presunto bottino di guerra saccheggiato nel sud-est asiatico dalle forze imperiali giapponesi durante la seconda guerra mondiale.
Ha preso il nome dal generale giapponese Tomoyuki Yamashita, soprannominato "Tigre della Malesia". Nonostante le credenze che la ricchezza sia ancora nascosta nelle Filippine e abbia attratto cacciatori di tesori da tutto il mondo per oltre cinquant'anni, la sua effettiva esistenza è stata smentita da molti esperti. L'oro di Yamashita fu il soggetto di un complesso procedimento legale avviato in una corte delle Hawaii nel 1988 che vide coinvolti un cacciatore di tesori filippino, Rogelio Roxas, e l'ex Presidente delle Filippine Ferdinand Marcos. Nel corso della sua lunga presidenza durata vent'anni, Marcos fu accusato di aver rubato ingenti somme di denaro dalle tesorerie filippine. Tuttavia, secondo testimonianze della moglie di Marcos, Imelda Marcos, le enormi ricchezze della famiglia sarebbero derivate dal tesoro di Yamashita.

## Il saccheggio e la presunta copertura

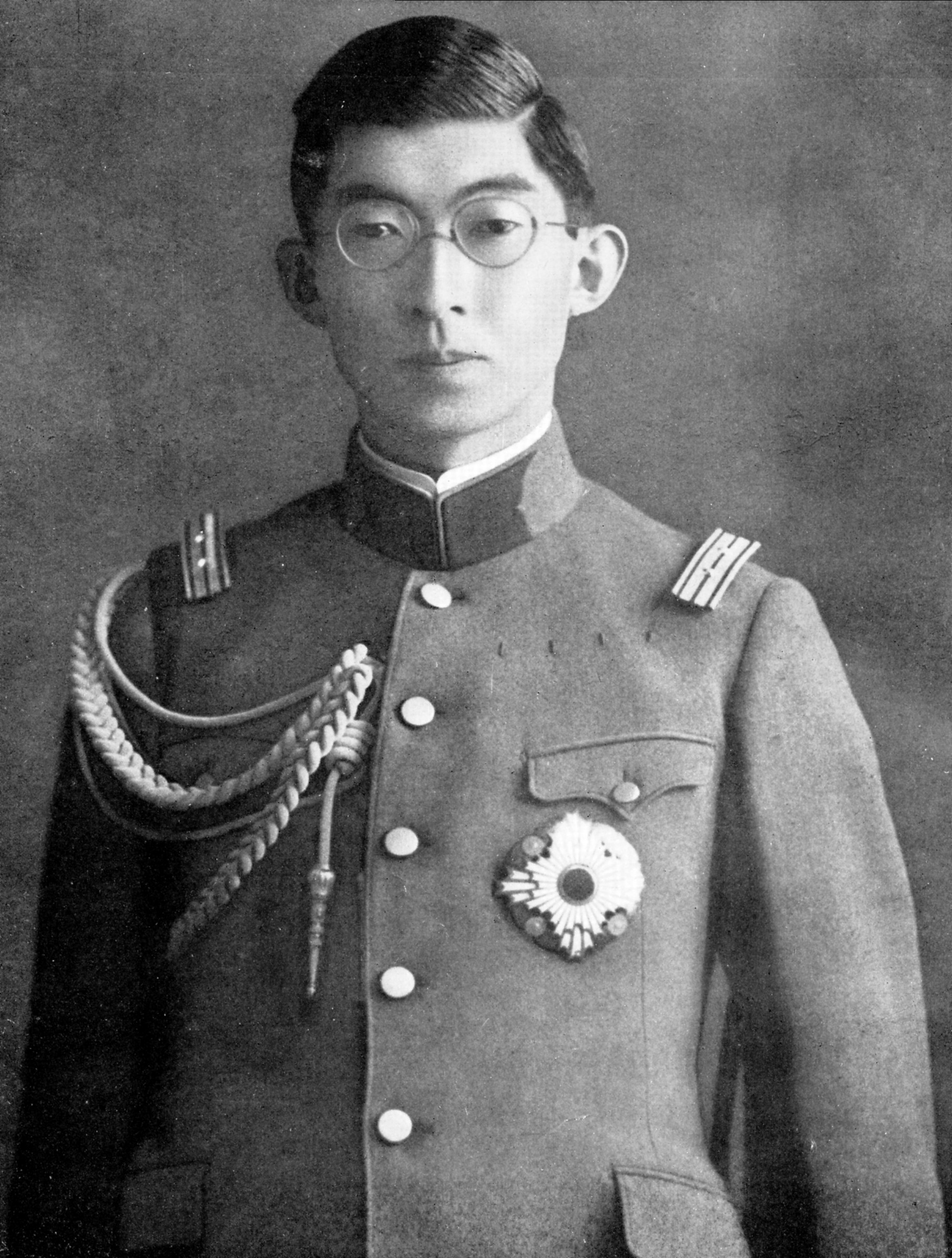
Il Principe Chichibu

Tra i sostenitori di rilievo dell'effettiva esistenza dell'oro di Yamashita ci sono Sterling Seagrave e Peggy Seagrave, che hanno scritto due libri sull'argomento, The Yamato Dynasty: the Secret History of Japan's Imperial Family (2000) e Gold Warriors: America's Secret Recovery of Yamashita's Gold (2003). Secondo i Seagrave, il saccheggio sarebbe stato organizzato su grande scala, sia da noti gangster della Yakuza come Yoshio Kodama, che dalle classi più alte della società giapponese, incluso l'imperatore Hirohito.
Il governo giapponese pensò che saccheggiare il sud-est asiatico fosse il mezzo più rapido per sopperire alle spese sostenute durante la guerra. Secondo i Seagrave, Hirohito nominò il proprio fratello, il principe Chichibu, a capo di un'organizzazione segreta chiamata Kin no yuri (Giglio d'oro) finalizzata a tale scopo. Si pensa che molti di coloro che erano a conoscenza dell'esatta locazione del tesoro siano stati uccisi durante il conflitto, o in seguito processati dagli Alleati per crimini di guerra e infine condannati a morte o incarcerati. Lo stesso generale Yamashita fu giudicato colpevole di crimini di guerra e impiccato nelle Filippine il 23 febbraio 1946 dalla United States Army.
Il tesoro saccheggiato avrebbe incluso una diversa varietà di oggetti preziosi provenienti da banche, cassette di custodia, musei, case private, edifici religiosi e stabili commerciali. L'oro di Yamashita prende il nome dall'omonimo generale, che ebbe il comando delle forze giapponesi nelle Filippine nel 1944.
Secondo varie fonti, il tesoro fu inizialmente portato a Singapore e poi trasportato nelle Filippine. I giapponesi pensarono di spedire il tesoro dalle Filippine al Giappone al termine della guerra. Tuttavia, col progredire del conflitto mondiale, i sottomarini della US Navy e gli aerei militari degli Alleati inflissero gravi perdite ai trasporti navali giapponesi. Alcune delle navi con a carico parte del tesoro affondarono in battaglia.
I Seagrave e alcuni sostenitori affermarono che i militari dei servizi segreti americani riuscirono a localizzare gran parte del tesoro; avrebbero poi agito in collusione con Hirohito e altre importanti figure giapponesi per nascondere l'esistenza dell'oro di Yamashita, usandolo per finanziare le operazioni segrete di intelligence degli Stati Uniti nel mondo durante la Guerra fredda. Queste teorie attrassero numerosi cacciatori di tesori, ma molti esperti e storici filippini affermarono che non era presente alcuna prova credibile riguardo all'esistenza del tesoro.
Nel 1992 Imelda Marcos affermò che il tesoro di Yamashita aveva contribuito in gran parte all'arricchimento del proprio marito, l'ex Presidente delle Filippine Ferdinand Marcos. Molti individui e consorzi, sia filippini che stranieri, proseguono nella ricerca del tesoro di Yamashita. Nel corso degli anni sono stati segnalati anche diversi casi di morti accidentali, infortuni e perdite finanziarie da parte di cacciatori di tesori. Attualmente, l'ufficio della Mines & Geosciences Bureau del Department of Environment and Natural Resources è l'organo di governo che rilascia il permesso di cercare e recuperare tesori in territorio filippino.

## Scetticismo sull'esistenza del tesoro
Il professore dell'Università delle Filippine Ricardo Jose ha criticato la teoria secondo la quale il tesoro ritrovato nel Sud-est asiatico sarebbe stato trasportato nel territorio filippino: «Già dal 1943 i giapponesi non avevano più il controllo dei mari... non avrebbe senso portare qualcosa di così prezioso qui quando sai che sarà perso nelle mani degli americani. La cosa più razionale sarebbe stata trasportare il tesoro a Taiwan o in Cina».
Lo storico e presidente dell'Istituto Storico Nazionale Ambeth Ocampo ha commentato: «Due dei miti sul capitalismo che incontro solitamente sono il tesoro di Yamashita e le voci che le ricchezze di Eduardo Cojuangco Jr. si siano originate da una borsa di soldi», «Per gli ultimi 50 anni molte persone, sia filippini che stranieri, hanno speso il proprio tempo, soldi ed energie alla ricerca dell'elusivo tesoro di Yamashita», «Quello che mi domando è perché negli ultimi 50 anni, nonostante tutti i cacciatori di tesori, le loro mappe, testimonianze orali e cercametalli sofisticati, nessuno abbia ritrovato niente».

## La vicenda di Rogelio Roxas

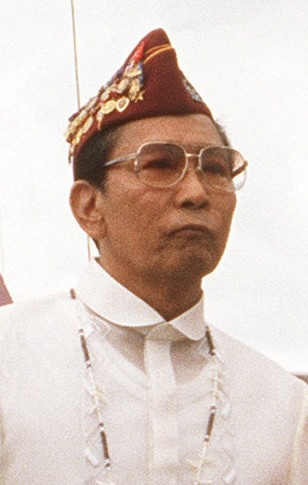
Ferdinand Marcos fu accusato dal cacciatore di tesori Rogelio Roxas di avergli sottratto un tesoro scoperto a Baguio City negli anni settanta

Nel marzo 1988 un cacciatore di tesori filippino di nome Rogelio Roxas fece causa nello stato di Hawaii all'ex Presidente delle Filippine Ferdinand Marcos e a sua moglie Imelda Marcos per furto e violazione dei diritti umani. Roxas affermò di aver incontrato nel 1961 a Baguio City il figlio di un ex membro delle forze imperiali giapponesi, il quale gli rivelò la presunta locazione del leggendario tesoro di Yamashita. Roxas dichiarò che un secondo uomo, che in passato aveva servito come interprete di Yamashita durante la seconda guerra mondiale, gli riferì di aver fatto visita ad una camera sotterranea dove erano nascosti lingotti d'oro e d'argento e di aver inoltre sentito parlare di una statua dorata di Buddha tenuta in un convento nelle vicinanze della camera.
Roxas dichiarò di aver formato un gruppo di persone per la ricerca dell'oro negli anni successivi, e di aver ottenuto il permesso da un parente di Ferdinand Marcos, il giudice Pio Marcos. Secondo Roxas, nel 1971 lui e il suo gruppo di ricercatori scoprirono una camera chiusa in terre comuni statali nei pressi di Baguio City, dove ritrovarono baionette, spade di samurai, radio e resti di scheletri umani con indosso divise militari. L'uomo affermò inoltre di aver rinvenuto una statua dorata di Buddha dell'altezza di 91 cm e numerose casse impilate.
Disse di aver quindi aperto una delle casse e di averla trovata piena di lingotti d'oro. Assieme alla sua squadra, Roxas affermò di aver estratto dalla camera il Buddha d'oro, del presunto peso di una tonnellata, e una cassa contenente ventiquattro barre d'oro e di averle infine nascoste nella propria abitazione. Roxas avrebbe successivamente richiuso la camera segreta per tenerla in custodia, in attesa di poter ritirare le casse rimanenti, che secondo lui erano anch'esse piene d'oro. Roxas dichiarò di aver venduto sette delle barre d'oro contenute nella prima cassa e di aver cercato dei potenziali acquirenti per la statua del Buddha dorato.
Due individui interessati esaminarono il metallo del Buddha e ne verificarono l'autenticità, attestando che si trattava effettivamente di oro da venti carati. Fu in seguito a ciò che, secondo Roxas, Ferdinand Marcos venne a sapere della sua scoperta e ordinò il suo arresto, oltre al sequestro della statua e dei lingotti d'oro. Roxas dichiarò che per contrastare la sua campagna per recuperare il Buddha d'oro e il resto del tesoro sequestrato, Marcos continuò a minacciarlo oltre ad ordinare la sua incarcerazione per più di un anno.
In seguito alla sua liberazione, Roxas rimase in silenzio e mantenne in sospeso le sue accuse contro Marcos sino alla caduta di quest'ultimo dal governo nel 1986. Nel 1988 Roxas e la Golden Buddha Corporation, che allora deteneva i diritti di proprietà sul tesoro ritrovato, fecero causa a Marcos e alla moglie Imelda in una corte statale delle Hawaii, chiedendo danni per furto e presunte violazioni dei diritti umani commessi contro il cacciatore di tesori. Roxas morì alla vigilia del processo, ma in precedenza era riuscito a dare la propria testimonianza, da utilizzare come prova. Nel 1996, la famiglia Roxas e la Golden Buddha Corporation ottennero come risarcimento la cifra di 22 miliardi di dollari, che in seguito con gli interessi aumentarono a 40. Nel 1998 la Corte Suprema hawaiana attestò che vi erano sufficienti prove per sostenere che fu effettivamente Roxas a scoprire il tesoro e che Marcos ne aveva assunto illegalmente la proprietà. Tuttavia la Corte non procedette col risarcimento, dichiarando che la cifra di 22 miliardi di dollari era troppo speculativa, non avendo alcuna chiara indicazione riguardo alla quantità o qualità del tesoro. Venne perciò avviata una nuova udienza riguardo al valore economico della statua di Buddha e delle 17 barre d'oro.
Dopo un ulteriore lungo periodo di procedure legali, la Golden Buddha Corporation ottenne un risarcimento ai danni da Imelda Marcos per un valore di 13.275.848,37 dollari (13.3 milioni), mentre la famiglia di Roxas ricevette 6 milioni di dollari per violazione dei diritti umani. Infine, la sentenza concluse che Roxas aveva effettivamente trovato un tesoro nelle Filippine, e seppur la Corte Suprema hawaiiana non avesse l'obbligo di verificare se si trattasse dell'oro di Yamashita, le testimonianze riguardo alla vicenda sembravano puntare in quella direzione. Roxas, presumibilmente grazie alla mappa consegnatagli dal figlio di un soldato giapponese e alle indicazioni di un interprete di Yamashita, scoprì una camera segreta contenente spade e scheletri di soldati giapponesi. Tutto ciò portò la Corte d'Appello statunitense a sintetizzare la vicenda come segue: «Il tesoro di Yamashita fu scoperto da Roxas e rubatogli dagli uomini di Marcos».

## Nella cultura di massa
- L'oro di Yamashita, seppur non menzionato direttamente, è uno degli elementi principali della trama di Cryptonomicon, un romanzo di Neal Stephenson.
- La scoperta dell'oro di Yamashita a Singapore ispirò la trama del romanzo The Year of the Tiger[14]  di David Miller, pubblicato nel 2012.
- Un film sul presunto tesoro, Yamashita: The Tiger's Treasure, diretto da Chito S. Roño, uscì nelle Filippine nel 2001.[15] Il film raccontò la storia di un ex prigioniero di guerra filippino e quella di suo nipote, a cui rivelò l'esatta locazione del tesoro di Yamashita, essendo l'unico sopravvissuto ad esserne a conoscenza.
- Un episodio della serie televisiva statunitense Unsolved Mysteries, trasmessa per la prima volta negli Stati Uniti nel 1993, analizzò il destino del tesoro accumulato dal generale Yamashita.
- L'ultima parte del videogioco Medal of Honor: Rising Sun è focalizzata sul tesoro di Yamashita.
- L'oro di Yamashita fa parte della trama di Dragon, un romanzo di Clive Cussler.
- Ore, or Or, un dramma di Duncan Pflaster, utilizza l'oro di Yamashita come metafora per indicare la vita amorosa dei personaggi, uno dei quali cercava di determinare se una cassa di statuette d'oro rinvenute nelle Filippine appartenesse o meno al tesoro di Yamashita.
- The Mystery of Yamashita's Map (2007), un romanzo scritto da James McKenzie, tratta la storia di un gruppo di cacciatori di tesori che partono alla ricerca dell'oro di Yamashita.
- Una trasmissione televisiva, Yamashita's Treasure, venne trasmessa a Singapore nel 2010.
- L'oro di Yamashita funge da elemento rilevante nella trama di Dead Mine, un film horror thriller uscito nel 2013 e girato in una remota isola indonesiana.
- La trama del romanzo The Garden of Evening Mists (2012) di Tan Twan Eng fu ispirata dal piano del Giglio d'oro dell'armata giapponese, l'operazione che ammassò l'oro di Yamashita.
- La vicenda di Rogelio Roxas e Ferdinand Marcos fu trattata in un episodio della serie televisiva documentaristica britannica Cacciatori di miti.
- Nel film Chi trova un amico trova un tesoro con Bud Spencer e Terence Hill, verso la fine del film, si fa un accenno al tesoro giapponese, il quale tesoro si rivelerebbe composto in gran parte da banconote false.
- Nel film Dangerous viene menzionato il tesoro di Yamashita